# Bandera de Roses
La bandera oficial de Roses té la següent descripció:
Bandera apaïsada, de proporcions dos d'alt per tres d'ample, blanca, amb les tres roses vermelles botonades de groc i barbades de verd de l'escut, dues situades a la meitat superior del drap, la primera a 2/7 de l'asta i la segona a 2/7 del vol, i la tercera centrada a la meitat inferior.
Va ser aprovada el 22 de setembre de 1995 i publicada en el DOGC el 16 de novembre del mateix any amb el número 2115.